# Pérdida del compresor
El pompaje o la pérdida del compresor es una situación anormal que es el resultado de la aparición del fenómeno de pérdida en los alabes del compresor de un motor a reacción con turbina de gas. Esta pérdida se da fundamentalmente en los turborreactores con compresores dinámicos del tipo axial aunque puede aparecer también en los turboarrancadores.

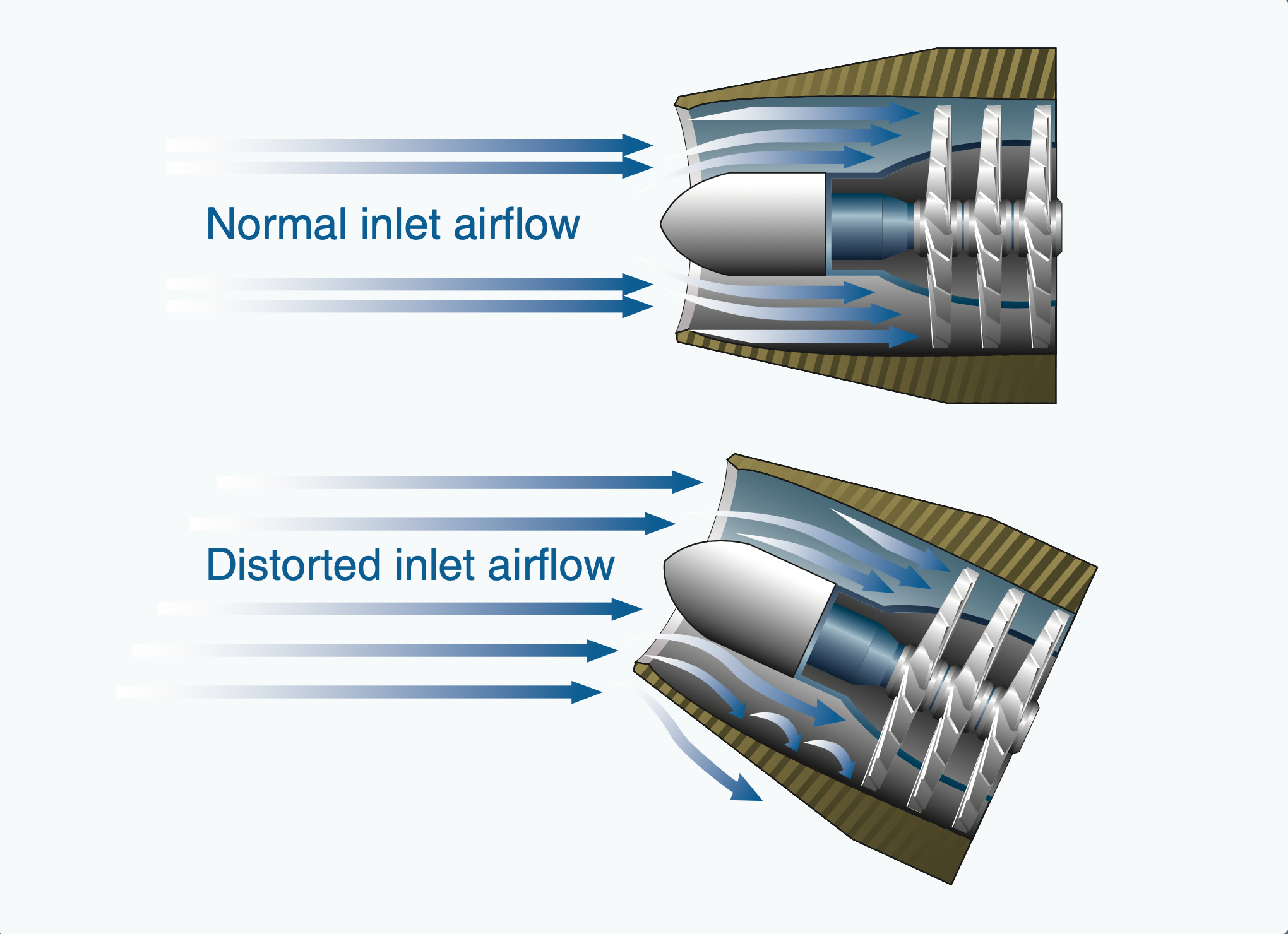
Comparación del flujo de aire normal y distorsionado en la sección del compresor

Debido a la aparición de esta pérdida en los álabes del compresor, este pierde la habilidad de comprimir correctamente al aire necesario para la combustión, lo que causa una caída brusca de la potencia que solo puede ser suprimida por la disminución del flujo de combustible a la cámara de combustión. Hay casos en los que el fenómeno se manifiesta de forma imperceptible.
Los compresores modernos se diseñan cuidadosamente para evitar o disminuir la aparición del pompaje dentro del diapasón operativo (regímenes) del motor. Este fenómeno era algo muy común en los primeros motores a reacción, que contaban con una aerodinámica simple y con el control del consumo de combustible manual o mecánico. Estas deficiencias fueron suprimidas con la llegada de los agregados automáticos, ya sean hidromecánicos o eléctricos. Un ejemplo de esto es el sistema FADEC.

## Tipos

### Pérdidas rotacionales
Las pérdidas rotacionales son una perturbación local del flujo de aire del compresor, en la cual, a pesar de que este sigue comprimiendo el aire, un grupo de álabes de un rotor cualquiera caen en pérdida sin llegar a desestabilizar el trabajo del compresor. Estos álabes crean zonas turbulentas que rotan en la dirección en la que gira la etapa del rotor en la que se encuentran los álabes afectados. Estas zonas sin embargo, rotan del 50 al 70% de la velocidad del rotor y como tal son capaces de afectar todos los álabes de un mismo rotor.
Las pérdidas rotacionales pueden ser momentáneas, siendo el resultado de una perturbación externa o pueden ser constantes, en caso de que resulte un equilibrio entre las áreas afectadas y las que no lo están. Las pérdidas locales reducen en gran medida la relación de compresión, afectado la eficiencia del compresor y aumentando las cargas estructurales a las que son sometidos los álabes. En muchos casos, los álabes del compresor pierden la capacidad de estabilizar las perturbaciones y las áreas turbulentas crecen y se convierten en una pérdida total del compresor.

### Sobrecarga del compresor
La "sobrecarga del compresor" o "sobrecarga de presión" es la caída total de la compresión en el compresor del motor como resultado de la reversión del flujo de aire y la expulsión violenta del mismo por el canal de entrada. Los compresores de los motores a reacción tienen un límite a partir del cual ya no pueden aumentar más la presión del aire. Debido a un exceso extremo de aire a la entrada del compresor, este alcanza el límite de presión máxima posible y por lo tanto pierde la habilidad de comprimir y el exceso de aire es rechazado. Por lo tanto, también pierde la posibilidad de corregir las perturbaciones creadas por las pérdidas rotacionales que se propagan por todo el compresor convirtiéndose en un pompaje o pérdida total del compresor.
El compresor volverá a la normalidad una vez que la relación de presión en el motor se estabilice a niveles a los cuales el compresor sea capaz aceptar el flujo estable de aire. Sin embargo, si las condiciones que indujeron la pérdida se mantienen, el regreso del flujo estable traerá como consecuencia la aparición una vez más de la sobrecarga de presión y el proceso se repetirá(se producen vibraciones de alta frecuencia). Es por eso que el pompaje es muy peligroso, ya que puede resultar en la destrucción del motor.

## Causas
El "pompaje" o "pérdida del compresor" son pérdidas aerodinámicas durante las cuales los álabes del compresor exceden sus posibilidades de sustentación. Este puede ocurrir por varias razones y trae como consecuencia que el compresor pierda su potencia o se pase de los límites para los que fue diseñado.

### Factores que afectan el desempeño del compresor
- Daño a los componentes del compresor causados por la ingestión de objetos extraños. Uno de los casos más comunes en la aviación comercial es el choque con aves en vuelo, lo que ocurre en el despegue o en la aproximación para el aterrizaje, incluso a la hora del taxeo en tierra. Al ser succionadas por los motores, estos animales causas un gran daño a los álabes del compresor, lo que causa el pompaje en el mismo. Otros casos de ingestión se dan en las pistas con pedazos de gomas o partes de metal que cayeron de otros aviones. Por esta razón las pistas deben ser continuamente inspeccionadas para retirar todos los objetos que puedas ser succionados por los motores.

- Elementos del compresor con presencia de corrosión o contaminación de otros tipos. Ingestión de polvo en cantidades extremas o arena.

- El flujo llegando a los tomas de entrada de aire bajo grandes ángulos de ataque.

### Factores que aumentan las cargas en el compresor
- Cuando el avión sobrepasa sus límites de explotación al realizar maniobras extremas que separan el flujo de aire de los canales de entrada de aire al motor.
- El vuelo en muy bajas temperaturas que forma capas de hielo en los bordes del canal de entrada de aire al motor.
- Funcionamiento del motor fuera de los regímenes establecidos: Aumento brusco del empuje que causa una desincronización de los componenetes del motor.
- Aire turbulento y caliente que baña el canal de entradad de aire al motor: Uso del reversor de empuje a muy baja velocidad, que resulta en la ingestión del aire caliente turbulento y en el caso de aviones militares, la ingestión de los gases del disparo de misiles y cohetes.

## Efectos
El pompaje del motor es reconocible inmediatamente porque produce una explosión muy sonora que proviene del motor, que puede repetirse continuamente mientras se mantengan las condiciones que la crean. Reportes de llamaradas que se eyectan del motor son comunes durante estos fenómenos de pérdida. Estos fenómenos pueden venir acompañados de un aumento de la temperatura y de las revoluciones debido a la reducción del trabajo del compresor y en el caso de los aviones con múltiples motores, pueden originar un resbalamiento en la dirección del motor afectado, al perder el empuje. Grandes fuerzas de estrés pueden afectar al motor y a la estructura, debido a la gran resistencia aerodinámica que crea el compresor del motor afectado.

## Medidas para evitar el pompaje
Las medidas que se toman para evitar el pompaje varían en dependencia del tipo de motor y de la situación creada. La medida fundamental en casi todos los motores turborreactores es la diminución inmediata del suministro de combustible al motor afectado. Sin embargo existen toda una serie de medidas constructivas que han agregado los fabricantes para evitar este fenómeno:
- La creación de válvulas especiales en la etapa del compresor que drenan el exceso de aire en caso de sobrecarga.
- Incorporación de ventanillas en los canales de entrada de aire al motor que garantizan que este reciba la cantidad necesaria en todo momento.
- Dispositivos automáticos que regulan el ángulo de ataque de los álabes del estator del compresor, aumentando de esta manera su resistencia para entrar en el fenómeno de pérdida.

## Notables ocurrencias de pompaje

### En el desarrollo de aviones

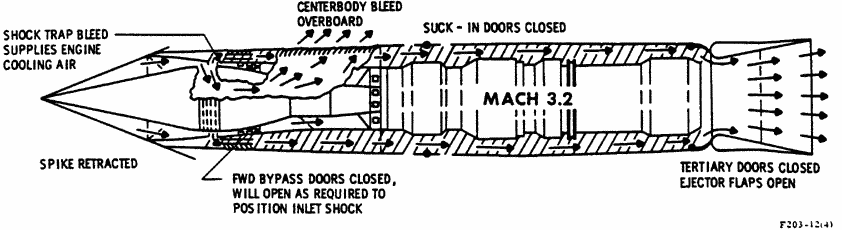
El flujo de aire a través del motor J58 instalado en el SR-71 Blackbird.

#### Pratt & Whitney J58
El motor del avión de reconocimiento supersónico SR-71 Black Bird, el P&W J58, era conocido por la tendencia a espectaculares pompajes, conocidos como "hard unstart" (algo así como "fuerte sobresalto"). Estas pérdidas del compresor eran tan violentas que hacían que el piloto se golpeara la cabeza contra la cúpula de la aeronave.
Este comportamiento se da debido a que la deflexión de las ondas de choque supersónicas se desplazaban más allá de las posiciones correctas en los límites de los canales de entrada de aire al motor, todo durante el vuelo supersónico. Cuando esto sucede, se crea una gran pérdida de aire en la toma específica donde sucede el fenómeno, lo cual enrarece el gas que penetra hasta los motores, creando como resultado el pompaje del compresor y una caída del empuje del motor afectado. La pérdida del empuje origina un violento resbalamiento en la dirección del motor afectado que requiere la acción rápida de la tripulación para evitar que la estructura resulte dañada por las grandes cargas que experimenta a estas velocidades. Los sobresaltos fueron la perdición de los pilotos del SR-71 hasta la aparición del control por ordenador de los motores, que redujo significativamente la aparición de tales fenómenos no deseados.

#### Olympus 593
Durante el proceso de desarrollo del avión supersónico comercial Concorde, la aparición del pompaje en los motores se reconoció como un problema potencial. Debido a que el Concorde necesitaba un desempeño muy alto para volar sobre el Atlántico, los motores tenían que ser llevados en su funcionamiento muy cerca de su límite de sobrecarga. Durante uno de los programas de prueba, se dio el caso de que un pompaje aparecido en uno de los motores causó una expulsión violenta del aire que destruyó la rampa regulable a la entrada del canal de aire, esto a pesar de que en la mayoría de los casos el motor era físicamente capaz de soportar la sobrecarga. El problema fue resuelto cuando se desarrolló un sistema de control digital de las tomas de aire que calculaba la velocidad apropiada del rotor del compresor para mantenerlo por debajo del límite de sobrecarga y transmitía esta información a los controles de los motores. Desde entonces la sobrecarga de aire no resultó un problema en vuelos rutinarios.

### Accidentes de aviación como resultado del pompaje

#### Southern Airways Flight 242
La pérdida en 1977 del DC-9 del vuelo 242 de la Southern Airways mientras penetraba una nube de tormenta, fue adjudicada a la parición del pompaje, aparecido por la ingestión de una gran cantidad de agua y granizo que bloquearon la expulsión de las turbulencias por los mecanismos de sus dos motores JT8D-9. El accidente ocurrió sobre el estado de Georgia en los Estados Unidos. El pompaje en los motores fue tan severo como para causar su destrucción, obligando a la tripulación a realizar un aterrizaje forzoso en una vía pública; 62 pasajeros y 8 personas en tierra resultaron muertos del accidente.

#### Trans World Airlines Flight 159
El 6 de noviembre de 1967, el vuelo 159 de la TWA, un Boeing 707, mientras aceleraba para despegar succionó los gases calientes de los motores del vuelo 379, un DC-9 de Delta Air Lines. El primer oficial del vuelo de la TWA escuchó una explosión y creyendo que habían colisionado con el DC-9 de la Delta Air Lines, canceló el despegue. Debido a la alta velocidad de la aeronave, esta se salió de la pista, resultando heridos 11 pasajeros de 29 que abordaron el avión. Esta explosión fue el resultado del pompaje aparecido en los motores debido a la ingestión de los gases del DC-9 de Delta.

#### US Airways Flight 1549

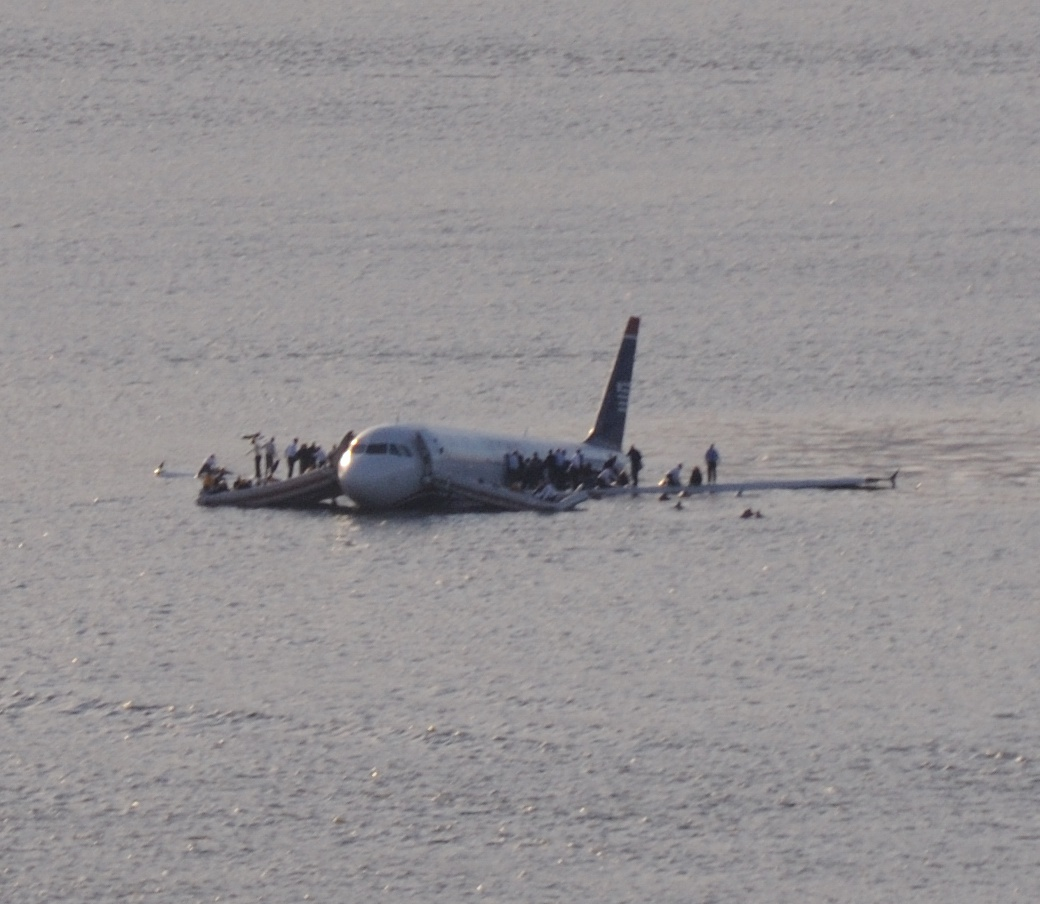
El vuelo 1459 de US Airways, un Airbus 320, flotando en el río Hudson después de un choque con aves que provocaron el pompaje y el fallo de ambos motores.

El 15 de enero de 2009, el vuelo 1549 de la US Airways, un Airbus 320 amarizó en el río Hudson apenas 5 minutos después del despegue. La causa aparente fue la aparición del pompaje en ambos motores al pasar a través de una bandada de aves a los 90 segundos del despegue. Este mismo avión pudo haber sufrido un pompaje en el motor derecho dos días antes.
Después de un incidente durante el cual un Airbus 321-200 experimentó un pompaje en ambos motores durante la trepada inicial el 5 de diciembre de 2008, una directiva de emergencia de aeronavegabilidad establecida por EADS, la 2008-228, solicitó a los operadores del motor CFM56-5B (también montado en el avión que amarizó en el río Hudson) que monitorearan las temperaturas de los motores y que se aseguraran de que estas temperaturas no sobrepasaran los 80 °C de deterioro. La FAA ha establecido el mismo requisito en la directiva de aeronavegabilidad AD 2009-01-01 con efecto inmediato.